# Micromyrtus rotundifolia
Micromyrtus rotundifolia är en myrtenväxtart som beskrevs av Anthony R. Bean. Micromyrtus rotundifolia ingår i släktet Micromyrtus och familjen myrtenväxter. Inga underarter finns listade i Catalogue of Life.